# Mipus
Mipus là một chi ốc biển, là động vật thân mềm chân bụng sống ở biển thuộc họ Muricidae, họ ốc gai.

## Các loài
Các loài thuộc chi Mipus bao gồm:
- Mipus alis Oliverio, 2008[3]
- Mipus boucheti Oliverio, 2008[4]
- Mipus coriolisi Kosuge & Oliverio, 2004[5]
- Mipus crebrilamellosus (Sowerby, G.B. III, 1913)[6]
- Mipus gyratus (Hinds, R.B., 1844)[7]
- Mipus tonganus Oliverio, 2008[8]